# アリ・オルワン
アリ・イヤド・アリ・オルワン（アラビア語: علي إياد علي علوان Ali Iyad Ali Olwan、2000年3月20日-）は、ヨルダン・アンマン出身のサッカー選手。無所属。ポジションはフォワード。ヨルダン代表。

## 経歴
地元クラブのアル・ジャジーラでユースを過ごし、2018年7月に18歳で昇格し、プロデビューを果たした。
2022年1月、カタール・スターズリーグのアル・シャマールに移籍した。